# Liste der Nummer-eins-Hits in Japan (2007)
Vom 1. Januar 2007 bis zum 31. Dezember 2007. Die letzte Woche im Jahr fällt mit der ersten Woche des neuen Jahres zusammen. Angegeben sind die Verkaufszahlen der jeweiligen Nummer 1 in ihrer Woche. Alle Angaben basieren auf den offiziellen japanischen Charts von Oricon.
| Singles | Alben |
| --- | --- |
| - Mr. Children - Shirushi - 51,192 - 1 Woche (25. Dezember 2006 – 7. Januar 2007, insgesamt 2 Wochen) - Akikawa Masafumi - Sen no Kaze ni Natte - 29,094 - 1 Woche (8. Januar – 14. Januar) - Glay - 100 Man Kai no Kiss - 144,680 - 1 Woche (15. Januar – 21. Januar) - Mr. Children - FAKE - 280,877 - 1 Woche (22. Januar – 28. Januar) - V6 - HONEY BEAT / Boku to Bokura no Ashita - 100,230 - 1 Woche (29. Januar – 4. Februar) - ENDLICHERI☆ ENDLICHERI - Sora ga Naku Kara - 79,299 - 1 Woche (5. Februar – 11. Februar) - Exile - Michi - 84,096 - 1 Woche (12. Februar – 18. Februar) - Arashi - Love so sweet - 204,493 - 1 Woche (19. Februar – 25. Februar) - Hikaru Utada - Flavor Of Life - 270,605 / 140,479 / 79,727 - 3 Wochen (26. Februar – 18. März) - NEWS - Hoshi wo Mezashite - 243,608 - 1 Woche (19. März – 25. März) - Kobukuro - Tsubomi - 69,737 - 1 Woche (26. März – 1. April) - Glay - Kodou - 67,408 - 1 Woche (2. April – 8. April) - Kanjani8- Zukkoke Otokomichi - 196,733 - 1 Woche (9. April – 15. April) - Tackey & Tsubasa - x ~Dame~ / Crazy Rainbow - 65,613 - 1 Woche (16. April – 22. April) - Kinki Kids - BRAND NEW SONG - 180,534 - 1 Woche (23. April – 29. April) - Arashi - We can make it! - 150,546 - 1 Woche (30. April – 6. Mai) - B’z - Eien no Tsubasa - 152,778 - 1 Woche (7. Mai – 13. Mai) - Kuwata Keisuke - Ashita Hareru Kana - 167,965 - 1 Woche (14. Mai – 20. Mai) - V6 - Jasmine / Rainbow - 68,461 - 1 Woche (21. Mai – 27. Mai) - L’Arc~en~Ciel - SEVENTH HEAVEN - 111,969 - 1 Woche (28. Mai – 3. Juni) - KAT-TUN - Yorokobi no Uta - 300,396 - 1 Woche (4. Juni – 10. Juni) - Yui - My Generation / Understand - 79,277 - 1 Woche (11. Juni – 17. Juni) - Gackt - RETURNER ~Yami no Shuuen~ - 43,275 - 1 Woche (18. Juni – 24. Juni) - Kumi Kōda - FREAKY - 108,349 - 1 Woche (25. Juni – 1. Juli) - ERIKA - FREE - 50,287 - 1 Woche (2. Juli – 8. Juli) - Golden Circle feat. Teraoka Yohito, Matsutoya Yumi, Yuzu - Music - 45,085 - 1 Woche (9. Juli – 15. Juli) - Hamasaki Ayumi - glitter / fated - 110,165 - 1 Woche (16. Juli – 22. Juli) - Ai Ōtsuka - PEACH / HEART - 68,346 - 1 Woche (23. Juli – 29. Juli) - Hey! Say! 7 - Hey! Say! - 120,520 - 1 Woche (30. Juli – 5. August) - Tackey & Tsubasa - SAMURAI - 57,771 - 1 Woche (6. August – 12. August) - Oda Kazumasa - Kokoro - 48,265 - 1 Woche (13. August – 19. August) - Kuwata Keisuke - Kaze no Uta wo Kikasete - 93,312 - 1 Woche (20. August – 26. August) - L’Arc~en~Ciel - MY HEART DRAWS A DREAM - 112,607 - 1 Woche (27. August – 2. September) - Arashi - Happiness - 192,196 - 1 Woche (3. September – 9. September) - Kinki Kids - Eien ni - 190,495 - 1 Woche (10. September – 16. September) - Ayumi Hamasaki - talkin' 2 myself - 70,325 - 1 Woche (17. September – 23. September) - Yui - LOVE & TRUTH - 87,491 - 1 Woche (24. September – 30. September) - B’z - SUPER LOVE SONG - 180,650 - 1 Woche (1. Oktober – 7. Oktober) - L’Arc~en~Ciel - DAYBREAK'S BELL - 115,673 - 1 Woche (8. Oktober – 14. Oktober) - Kanjani8 - It's My Soul - 193,738 - 1 Woche (15. Oktober – 21. Oktober) - Bump of Chicken - Hana no Na - 176,744 - 1 Woche (22. Oktober – 28. Oktober) - Mr. Children - Tabidachi no Uta - 238,380 - 1 Woche (29. Oktober – 4. November) - NEWS - weeeek - 262,715 - 1 Woche (5. November – 11. November) - Hey! Say! JUMP - Ultra Music Power - 246,826 - 1 Woche (12. November – 18. November) - KAT-TUN - Keep the faith - 350,863 - 1 Woche (19. November – 25. November) - TOKIO - SEISYuN - 46,283 - 1 Woche (26. November – 2. Dezember) - Kuwata Keisuke - Darling - 93,568 - 1 Woche (3. Dezember – 9. Dezember) - V6 - way of life - 91,313 - 1 Woche (10. Dezember – 16. Dezember) - SMAP - Dangan Fighter - 110,327 / 47,336 - 2 Wochen (17. Dezember 2007 – 6. Januar 2008) | - Kumi Kōda - Black Cherry - 502,426 / 300,032 / 57,804 - 3 Wochen (18. Dezember 2006 – 14. Januar 2007) - BoA - MADE IN TWENTY(20) - 182,009 - 1 Woche (15. Januar – 21. Januar) - Yuna Itō - HEART - 224,428 - 1 Woche (22. Januar – 28. Januar) - Glay - LOVE IS BEAUTIFUL - 150,135 - 1 Woche (29. Januar – 4. Februar) - Kimura Kaela - Scratch - 198,727 / 79,780 - 2 Wochen (5. Februar – 18. Februar) - Shiina Ringo x Saito Neko - Heisei Fuuzoku - 97,652 - 1 Woche (19. Februar – 25. Februar) - Ayumi Hamasaki - A BEST 2 -WHITE- - 475,284 - 1 Woche (26. Februar – 4. März) - Exile - EXILE EVOLUTION - 300,323 - 1 Woche (5. März – 11. März) - Mr. Children - HOME - 693,038 / 180,873 - 2 Wochen (12. März – 25. März) - Ai Ōtsuka - Ai am BEST - 350,045 - 1 Woche (26. März – 1. April) - Yui - CAN'T BUY MY LOVE - 290,640 / 100,654 - 2 Wochen (2. April – 15. April) - KAT-TUN - cartoon KAT-TUN II You - 270,976 - 1 Woche (16. April – 22. April) - Avril Lavigne - The Best Damn Thing - 121,076 - 1 Woche (23. April – 29. April) - Mihimaru GT - THE BEST of mihimaru GT - 146,214 - 1 Woche (30. April – 6. Mai) - Mr. Children - B-SIDE - 281,024 - 1 Woche (7. Mai – 13. Mai) - Linkin Park - Minutes to Midnight - 150,735 - 1 Woche (14. Mai – 20. Mai) - Takeuchi Mariya - Denim - 139,447 - 2 Wochen (21. Mai – 3. Juni) - Kanjani8 - KJ2 Zukkoke Daidassou - 211,805 - 1 Woche (4. Juni – 10. Juni) - Bon Jovi - Lost Highway - 73,212 - 1 Woche (11. Juni – 17. Juni) - Crystal Kay - All Yours - 51,211 - 1 Woche (18. Juni – 24. Juni) - Namie Amuro- PLAY - 250,619 / 90,506 - 2 Wochen (25. Juni – 8. Juli) - Arashi - Time - 190,870 - 1 Woche (9. Juli – 15. Juli) - Kinki Kids - 39 - 301,072 - 1 Woche (16. Juli – 22. Juli) - Orange Range - RANGE - 214,149 - 1 Woche (23. Juli – 29. Juli) - Sukima Switch - Greatest Hits - 245,791 / 145,388 - 2 Wochen (30. Juli – 12. August) - Tokunaga Hideaki - VOCALIST 3 - 115,752 / 80,785 - 2 Wochen (13. August – 26. August) - Ketsumeishi - Ketsu no Police 5 - 432,841 / 114,009 - 2 Wochen (27. August – 9. September) - V6 - Voyager - 76,122 - 1 Woche (10. September – 16. September) - Angela Aki - TODAY - 88,658 - 1 Woche (17. September – 23. September) - Ai Ōtsuka - LOVE PiECE - 208,031 - 1 Woche (24. September – 30. September) - YUKI - five-star - 180,696 - 1 Woche (1. Oktober – 7. Oktober) - Spitz - Sazanami CD - 116,229 - 1 Woche (8. Oktober – 14. Oktober) - Tackey & Tsubasa - TACKEY & TSUBASA BEST - 85,298 - 1 Woche (15. Oktober – 21. Oktober) - Backstreet Boys - Unbreakable - 102,043 / 60,449 - 2 Wochen (22. Oktober – 4. November) - NEWS - pacific - 195,788 - 1 Woche (5. November – 11. November) - Kinki Kids - Phi - 190,342 - 1 Woche (12. November – 18. November) - L’Arc~en~Ciel - KISS - 220,649 - 1 Woche (19. November – 25. November) - Oda Kazumasa - Jiko Best-2 - 175,970 - 1 Woche (26. November – 2. Dezember) - B’z - ACTION - 292,687 - 1 Woche (3. Dezember – 9. Dezember) - Exile - EXILE LOVE - 670,478 - 1 Woche (10. November – 16. Dezember) - Kobukuro - 5296 - 390,884 / 454,601 / 111,643 - 3 Wochen (17. Dezember 2007 – 13. Januar 2008) |

## Jahreshitparaden
Vom 25. Dezember 2006 bis zum 17. Dezember 2007. Die offiziellen japanischen Jahrescharts 2007 von Oricon umfassen 52 Wochen. Angegeben sind die erreichten Verkaufszahlen der Produkte in diesem Zeitraum.
| Singles | Alben |
| --- | --- |
| 1. Akikawa Masafumi - Sen no Kaze ni Natte – 1,115,499 2. Hikaru Utada – Flavor Of Life - 644,259 3. Kobukuro – Tsubomi - 441,799 4. Arashi – Love so sweet - 429,832 5. KAT-TUN – Keep the faith - 404,339 6. KAT-TUN - Yorokobi no Uta - 371,628 7. Kuwata Keisuke – Ashita Hareru Kana - 359,326 8. Mr. Children – Tabidachi no Uta - 354,851 9. Kanjani8 - Kanfuu Fighting - 341,007 10. NEWS – weeeek - 333,856 11. ayaka x Kobukuro – WINDING ROAD - 326,335 12. Mr. Children – FAKE - 320,628 13. NEWS – Hoshi wo Mezashite - 310,505 14. Hey! Say! JUMP – Ultra Music Power - 304,101 15. Arashi – Happiness - 271,869 16. Bump of Chicken – Hana no Na - 252,441 17. Exile – Lovers Again - 251,112 18. Kanjani8 – Zukkoke Otokomichi - 235,140 19. B’z – SUPER LOVE SONG - 231,748 20. Hikaru Utada – Beautiful World / Kiss & Cry - 228,716 | 1. Mr. Children – HOME - 1,181,241 2. Kumi Kōda – Black Cherry - 1,022,448 3. Kobukuro – ALL SINGLES BEST - 852,637 4. Avril Lavigne – The Best Damn Thing - 848,912 5. Ayumi Hamasaki – A BEST 2 -WHITE- - 716,582 6. Ai Ōtsuka – Ai am BEST - 713,563 7. Ayumi Hamasaki – A BEST 2 -BLACK- - 696,728 8. Ketsumeishi – Ketsu no Police 5 - 680,002 9. Yui – CAN'T BUY MY LOVE - 645,412 10. Sukima Switch – Greatest Hits - 644,231 11. Exile – EXILE EVOLUTION - 641,374 12. Various Artists – R♥35 Sweet J-Ballads - 609,004 13. Tokunaga Hideaki – VOCALIST 3 - 552,024 14. Yuna Itō – HEART - 523,715 15. Namie Amuro – PLAY - 514,560 16. Mr. Children – B-SIDE - 478,019 17. GReeeeN – A, Domo. Hajimemashite. - 460,121 18. Kinki Kids – 39 - 455,612 19. ZARD – Golden Best ~15th Anniversary~ - 442,950 20. Takeuchi Mariya – Denim - 434,746 |